# Nokia Ghosthunters 2016
Questa voce raccoglie le informazioni riguardanti i Nokia Ghosthunters nelle competizioni ufficiali della stagione 2016.

## II-divisioona 2016

### Stagione regolare
| Pori 14 maggio 2016, ore 15:00 1ª giornata | Pori Bears | 35 – 14 | Nokia Ghosthunters | Porin urheilukeskus |

| Nokia 21 maggio 2016, ore 16:00 2ª giornata | Nokia Ghosthunters | 27 – 14 | Hanko Sun City | Menkalan Tekonurmi |

| Mikkeli 29 maggio 2016, ore 14:00 3ª giornata | Mikkeli Bouncers | 12 – 28 | Nokia Ghosthunters | Urpolan tekonurmi |

| Nokia 18 giugno 2016, ore 16:00 5ª giornata | Nokia Ghosthunters | 19 – 16 | East City Giants | Menkalan Tekonurmi |

| Nokia 2 luglio 2016, ore 16:00 6ª giornata | Nokia Ghosthunters | 11 – 10 | Pori Bears | Menkalan Tekonurmi |

| Hanko 16 luglio 2016, ore 14:00 8ª giornata | Hanko Sun City | 15 – 10 | Nokia Ghosthunters | Rukki Arena |

| Nokia 23 luglio 2016, ore 16:00 9ª giornata | Nokia Ghosthunters | 17 – 6 | Mikkeli Bouncers | Menkalan Tekonurmi |

| Helsinki 6 agosto 2016, ore 15:30 11ª giornata | East City Giants | 9 – 20 | Nokia Ghosthunters | Velodromo di Helsinki |

### Playoff
| Nokia 13 agosto 2016, ore 16:00 Semifinale | Nokia Ghosthunters | 14 – 21 | Mikkeli Bouncers | Menkalan Tekonurmi |

## Statistiche di squadra
| Competizione      | %Vittorie | In casa | In casa | In casa | In casa | In casa | In casa | In trasferta | In trasferta | In trasferta | In trasferta | In trasferta | In trasferta | Totale | Totale | Totale | Totale | Totale | Totale |
| Competizione      | %Vittorie | G       | V       | N       | P       | Pf      | Ps      | G            | V            | N            | P            | Pf           | Ps           | G      | V      | N      | P      | Pf     | Ps     |
| ----------------- | --------- | ------- | ------- | ------- | ------- | ------- | ------- | ------------ | ------------ | ------------ | ------------ | ------------ | ------------ | ------ | ------ | ------ | ------ | ------ | ------ |
| Stagione regolare | .750      | 4       | 4       | 0       | 0       | 74      | 46      | 4            | 2            | 0            | 2            | 72           | 71           | 8      | 6      | 0      | 2      | 146    | 117    |
| Playoff           | .000      | 1       | 0       | 0       | 1       | 14      | 21      | 0            | 0            | 0            | 0            | 0            | 0            | 1      | 0      | 0      | 1      | 14     | 21     |
| Totale            | .667      | 5       | 4       | 0       | 1       | 88      | 67      | 4            | 2            | 0            | 2            | 72           | 71           | 9      | 6      | 0      | 3      | 160    | 138    |